# Martí Sunyol i Genís
Martí Sunyol i Genís (Vilassar de Mar, 26 de maig de 1926 - La Garriga, 13 de maig de 2023) fou un farmacèutic i escriptor aveïnat a la Garriga (Vallès Oriental).
Com a farmacèutic, va regentar durant dècades una oficina de farmàcia a la Garriga, on va participar tota la seva vida dels moviments culturals i associatius de la població, des d'un vessant catalanista.
Com a escriptor, Sunyol ha publicat diverses obres de poesia, de narrativa o de divulgació de temes locals, així com articles en revistes com ara Serra d'Or i d'altres entre les que hom pot destacar:
- De la Garriga i la seva gent, monografia (1983)
- La vida cultural a la Garriga (1939-1970), monografia (1990)
- La carena, novel·la (1998)
- L'espiral del temps, novel·la (2004)

Sunyol també va participar en la primera edició de l'Antologia Poètica Universitària, editada l'any 1949, on també participaren autors com Enric Cassassas, Josep Maria Espinàs, Joan Raventós o Eulàlia Amorós
El 2009 fou nomenat Garriguenc Il·lustre a càrrec de l'Ajuntament de la població.